# Saxifraga sichotensis
Saxifraga sichotensis är en stenbräckeväxtart som beskrevs av Gorovoi och N. S. Pavlova. Saxifraga sichotensis ingår i Bräckesläktet som ingår i familjen stenbräckeväxter. Inga underarter finns listade i Catalogue of Life.